# Jean-Baptiste Krantz
Pour les articles homonymes, voir Krantz.
Jean-Baptiste Sébastien Krantz (17 janvier 1817 à Arches - 16 mars 1899 à Paris) est un ingénieur et homme politique français.

## Biographie
Entré à l'École polytechnique en 1836, et à l'École des ponts et chaussées en 1838, il fut nommé ingénieur ordinaire de 2e classe le 22 août 1843, ingénieur de 1re classe le 31 janvier 1855, et ingénieur en chef de 1re classe le 12 mars 1864. Il dirigea en cette qualité les travaux du chemin de fer du grand-central, le service vicinal de l'Ardèche, et construisit le palais de l'Exposition universelle de 1867 à Paris. Inventeur en 1868 d'un barrage mobile pour faciliter le cabotage de la Seine, il fut mis à la tête du service de la navigation de la Seine en 1870.
Il a pris une part active à la défense de Paris pendant le siège. Au début de l'investissement de la capitale, il a établi des moulins à blé dans la ville pour alimenter la population à partir des réserves de grains. Il a été colonel des ouvriers auxiliaires de la 2e armée et fut chargé des travaux de défense d'une partie de l'enceinte, notamment du côté de Saint-Denis, jeta sur la Marne les ponts mobiles sur lesquels l'armée du général Ducrot passa la Marne à Champigny le 1er décembre, et installa des moulins à vapeur qui réduisirent en farine toutes les céréales disponibles.
Candidat à Paris aux élections du 8 février 1871 pour l'Assemblée nationale, il échoua, mais, aux élections complémentaires du 2 juillet suivant, porté dans la Seine sur la liste de l'Union parisienne de la presse, il fut élu. Il s'inscrivit au centre gauche et devint vice-président de ce groupe.
Élu par l'Assemblée nationale, le 10 décembre 1875, sénateur inamovible, le 4e sur 75, il prit place à la gauche de la Chambre haute, fut nommé, le 5 août 1876, commissaire général de l'Exposition de 1878, et promu grand-officier de la Légion d'honneur, le 20 octobre 1878. Le 14 août 1877, il avait été admis à la retraite comme ingénieur en chef de 1re classe des ponts et chaussées, avec le titre d'inspecteur général honoraire. Au Sénat, il a voté avec les républicains opportunistes, mais s'est prononcé cependant contre l'expulsion des princes (22 juin 1886).

## Famille
- Nicolas Krantz II (1737-1810), fontainier, marié Marie Jeanne Dorvasi Donasky (1732-1799) :
  - Jean Nicolas Krantz (1756-1828)
  - Claude Krantz (1757-1828), marié en secondes noces avec Marie Louise Chardar (1764-1823)
    - Dominique Nicolas Krantz (1788-1856), fabricant de papier à Dinozé, commune d'Arches (Vosges), marié à Catherine Ancillon (1789-1855) :
      - Joséphine Krantz (1814-1899), mariée en 1836 à Eugène Dominique Collignon (1807-1888), fabricant de papier à Metz, frère de Charles-Étienne Collignon (1802-1885), inspecteur général des ponts et chaussées :
        - Marie-Louise Collignon (1837-1879)
        - Albert Collignon (1839-1922)
        - Eugénie Collignon (1842-1926), mariée en 1865 avec Joseph Vincendon (1833-1909), général en 1875[5],[6]

      - Antoine Théodore Krantz (1816-1820)
      - Jean-Baptiste Sébastien Krantz[7], marié à Anaïs Thérèse Duval (1828-1922), sœur de Martin Léonard Edmond Duval (1824-1904) :
        - Thérèse Krantz (1855-1929), mariée à Edmond Georges Sohier (1851-1916)
        - Edmond Julien Krantz (né en 1857), marié en 1885 à Camille Marguerite Millon (née en 1862), fille de Claude Millon, ancien député de la Meuse[8]

      - Charles Dieudonné Krantz, marchand de papier, marié à Louise Charlotte Rosalie Collignon, fille de Charles-Étienne Collignon :
        - Charles Camille Julien Krantz, ministre, marié en 1875 avec Madeleine Alexandrine Balfourier (1855-1941)

  - Paul Louis Krantz (1759- )
  - Claude Nicolas Krantz (1771-1800), marié en 1792 avec Marie Françoise Julienne Reiset (1770-1832), cousine de Marie Antoine de Reiset (1775-1836) :
    - Marie Nicolas Krantz (1795-1863), chef de bataillon, marié en 1821 avec Joséphine Machy (1802-1863) :
      - Jules François Émile Krantz (1821-1914), amiral et ministre de la Marine, marié à Marie Valléry Beau :
        - Jules François Joseph Krantz (1849-1909)[9], contre-amiral, marié en 1881 avec Antoinette Eusébie Marie Jean (1858-1935)

  - Claude Krantz (1773-1800)

## Publications
- Étude sur l'application de l'armée aux travaux d'utilité publique (1847)
- Projet de création d'une armée des travaux publics (1847)
- Études sur les murs de réservoirs (1870)
- Amélioration de la navigation de la Seine, entre Paris et Rouen (1871 (lire en ligne)
- Observations sur les chemins de fer économiques à voie normale et à voie réduite, Paris, Delamotte et fils, 1875, 106 p. (lire en ligne)